# 孟坚
孟堅（？—947年），五代十国闽国、南唐将领，蕲州（今湖北省蕲春县西南）人。
孟堅在閩国爲建州裨將，驍勇多智。王延政與閩景宗内战，孟堅跟随王延政，南唐查文徽伐闽，孟堅归降，查文徽让他领兵，孟堅作战有功。孟堅参与馮延魯攻福州，吴越国援兵自海道达到，因为沿海泥淖不得登岸。馮延魯不知兵，急於破敵，想要誘敌歼灭，孟堅劝諫：「吳越兵進退不能，如果使他至平地，未可得勝。」馮延魯说：「我自攻擊，不干你事！」吳越兵到得平地，李弘義兵从城中出，夾擊南唐，馮延魯大敗，棄軍逃走，孟堅力戰而死。